# Mugil curema
Mulet, Mulet blanc, Mulet curème, Mulet de mer
Espèce
Statut de conservation UICN

 LC  : Préoccupation mineure
Mugil curema, le Mulet blanc, est une espèce de poissons de la famille des Mugilidae qui se rencontre dans tous les milieux depuis l'eau douce jusqu'à l'eau de mer.

## Description
Mugil curema peut mesurer jusqu'à 91 cm de longueur totale mais sa taille habituelle est d'environ 30 cm. Son poids maximal enregistré est de 680 g. Adulte, il se nourrit d'algues microscopiques ou filamenteuses et, pour les juvéniles, de plancton. C'est une espèce ovipare aux œufs pélagiques et non-adhésifs. La croissance des jeunes est lente, ils n'atteignent la taille de 30 à 40 cm qu'au bout de quatre ans.

## Répartition
Cette espèce de mulets se rencontre :
- sur le littoral africain, depuis le Sénégal et le Cap vert jusqu'à l'Angola ;
- sur la façade Atlantique des Amériques, depuis l’État du Massachusetts (États-Unis) jusqu'à l'extrême sud du Brésil ;
- sur la façade Pacifique des Amériques, depuis le Nord du Mexique jusqu'au parc national Bosques de Fray Jorge au Chili.

Elle est présente depuis la surface et jusqu'à 20 m de profondeur et a parfois été mentionnée jusqu'à 300 m de profondeur. Elle vit sur les côtes sablonneuses et les mares littorales, mais se rencontre également dans les fonds vaseux des lagons saumâtres et des estuaires et pénètre parfois dans les rivières.

## Mugil curemaet l'Homme
Mugil curema est un poisson couramment commercialisé pour l'alimentation en étant proposé soit frais, soit séché.

## Systématique
Le nom valide complet (avec auteur) de ce taxon est Mugil curema Valenciennes, 1836.
Ce taxon porte en français les noms vernaculaires ou normalisés suivants : Mulet,, Mulet blanc,, Mulet curème,, Mulet de mer,.
Mugil curema a pour synonymes :
- Liza curema (Valenciennes, 1836)
- Mugil metzelaari Chabanaud, 1926
- Mugil petrosus Valenciennes, 1836
- Myxus harengus Günther, 1861

### Étymologie
Son épithète spécifique reprend le nom vernaculaire Curema utilisé par le naturaliste néerlandais Jorge Marcgrave dans Historia Naturalis Brasiliae, et qui correspond sans doute au nom commun espagnol querimana ou queriman.